# 造血幹細胞移植
造血幹細胞移植（ぞうけつかんさいぼういしょく、英: hematopoietic stem cell transplantation）とは、正常な血液を作ることが困難となる疾患（白血病、再生不良性貧血など）の患者に対して、提供者（ドナー）の造血幹細胞を移植して正常な血液を作ることができるようにする治療である。

## 歴史

### 動物実験
1950年代に致死量の放射線照射を受けたマウスに骨髄細胞を移植し、移植後の細胞が移植骨髄（ドナー）由来であることが明らかになった。この動物実験での成果を受け、骨髄移植（ひいては造血幹細胞移植）のヒトへの適用が考えられるようになった。

### 人への臨床応用の開始
1939年にOsgoodが骨髄液を再生不良性貧血の患者に輸注した報告があるが、これは後述する前処置を伴わないものであった。現在の治療法に準じる、抗がん剤と全身放射線照射を前処置としては、1957年にトーマスによって白血病の治療に骨髄移植が行われたのが嚆矢と言える。1958年には、同年発生したユーゴスラビアでの原子炉事故の被爆者6名に対して骨髄移植が行われ5名の一時的救命に成功した。これに続いて1968年までに203例の骨髄移植が施行されたが、生着例はわずか11例であった(全体の5.4%)。当時はまだヒト白血球型抗原（HLA）適合性が考慮されず、また生着不全や移植片対宿主病（GVHD）対策に有効な免疫抑制剤が無かったためである。この成功例の少なさから、骨髄移植の実施はいったん減少する。

### 近代的骨髄移植へ
トーマスらはイヌを用いた骨髄移植の研究を行い、主要組織適合遺伝子複合体（MHC: ヒトのHLA）適合性や前処置、免疫抑制剤の投与方法などを検討・開発し、イヌ同士の骨髄移植に成功した。これを踏まえ、1970年代中ごろにはHLA適合ドナーによる、前処置（高用量抗がん剤と全身放射線）およびGVHD予防（この時期にはメソトレキセートのみ）を行う、現在実施されているものとほぼ同様の近代的骨髄移植方法が確立された。また白血病患者に対する骨髄移植を非寛解期に実施することで、長期生存率が50%以上と大きく向上し、治癒的治療法として位置づけられるようになった。

### 造血幹細胞ソースの多様化
上記の骨髄移植で用いられたのは一卵性双生児または兄弟間ドナーの骨髄であったが、非血縁者のHLA適合ドナーからの骨髄移植が試みられ、その有用性が明らかになったことから、1970年代後半にイギリス、アメリカで骨髄バンクが設立された。日本での設立は1991年である。
一方、臍帯血に造血幹細胞が存在することが1980年代前半に判明し、1988年にGluckmanらによってファンコーニ貧血患者に対して、初の臍帯血移植が行われた（臍帯血は兄弟のもの）。1992年にアメリカで臍帯血バンクが成立し、その後各地で臍帯血バンクが設立された。日本では1998年に臍帯血移植が保険適用となり「日本さい帯血バンクネットワーク」が設立された。
また1980年後半から自己末梢血幹細胞移植の実施が試みられて、現在まで使用されている。1993年には同種末梢血幹細胞移植にも成功し、現在用いられている造血幹細胞のソースがそろうこととなった。

## 種類
骨髄移植（BMT）
正常な自己の骨髄またはHLA型が適合する他人の骨髄を、骨髄穿刺によって採取し、移植する。
末梢血幹細胞移植（PBSCT）
末梢血幹細胞を移植する。末梢血幹細胞は化学療法による骨髄抑制からの回復期や顆粒球コロニー刺激因子（G-CSF）投与後に著しく増加するので、化学療法後やG-CSF後に検体を採取し、細胞分離装置を用いて、末梢血幹細胞を抽出する。
臍帯血移植（CBT）
臍帯血を移植する。ドナーの負担がほとんど無い、移植可能なHLA型の範囲が広いのが特徴。
2008年現在、造血幹細胞のみを抽出することは一般的ではないので、上記ソースは造血幹細胞を含む液体という扱いとなる。

## 造血幹細胞移植の意義
放射線治療や抗がん剤の投与は投与量や線量を増加させていくと最大耐用量（MTD）を超えた時点でなんらかの毒性のためそれ以上の増量が不可能となる。多くの抗がん剤において、規定因子は骨髄抑制である。造血幹細胞移植とは抗腫瘍効果を高めるため骨髄のMTDを超えた大量の抗がん剤、全身放射線照射を用いた強力な治療を（移植前処置）を行って、患者骨髄とともに悪性腫瘍の壊滅を行い、その後造血幹細胞を輸注することで、造血能を補うという治療法である。
固形臓器移植と造血幹細胞移植の大きな違いの一つとしては臓器移植ではドナーの正常な臓器を移植することで臓器機能の回復をすることを目標としているのに対して、造血幹細胞移植の一般的な目標は骨髄のMTDを上回る大量の抗がん剤や放射線照射による治療を可能とすることと、ドナー免疫に由来するGVL（Graft versus Leukemia：移植片による抗白血病効果）やGVT（Graft versus Tumor：移植片による抗腫瘍効果）を得ることである。例外としては、再生不良性貧血における造血幹細胞移植はドナーの造血細胞による造血能回復を狙うという観点から固形臓器移植に近い。もう一つの違いとしては、固形臓器移植では患者の免疫が維持されるのに対して、造血幹細胞移植では免疫系もドナー細胞に置換される。合併症も固形臓器移植なら拒絶反応となるが造血幹細胞移植ではGVHDとなる。造血幹細胞では免疫寛容がおこり、長期的には免疫抑制剤の投与を減量していく。免疫抑制剤の投与の目的は固形臓器移植では拒絶反応の防止、造血幹細胞移植では急性GVHDの予防となるが、慢性GVHDの発症に対しては効果が証明されていない。

## 造血幹細胞移植の適応判断
造血幹細胞移植は、血液疾患の根治が見込める強力な治療であるが、強力であるがゆえに患者の負担も大きく、治療毒性により逆に患者の命を縮める事態を招くことも少なくない。そのため、患者のリスク状態と予後予測を客観的に評価し、造血幹細胞移植を行うべきか否かの判断を体系化しようとする試みが続けられてきた。これを層別化（Stratification）という。
伝統的には、原病の染色体異常、FAB分類、治療反応性などを元に判断しようとする試みが行われてきた。その後、遺伝子解析技術の発達により原病の遺伝子変異の解析が進み、これを元により精緻な層別化を提言する研究が現れた。その中では、これまで予後不良（移植が必ず必要）と考えられていた遺伝子変異型が予後良好（移植不要）と分類されるなど、学会に大きな波紋を生じたものもあった。
しかし、欧米を中心に進められたこれらの研究の成果は、日本では承認されていない遺伝子検査が必要であったり、寛解導入療法において日本では未承認の分子標的薬を投与することが前提とされていたりするなど、ドラッグラグにより日本の臨床においては未だに取り入れることが不可能であることが多い。これにより、日本においては否応なく第一寛解期において造血幹細胞移植を第一選択とせざるを得ないケースが未だに多い。

## HLA型の一致
白血球の血液型ともいわれるHLA型が一定以上一致しないと移植が不可能なため、移植可能な造血幹細胞を見つけるためにさまざまな試みがなされている。なお、ABO式の血液型は一致しなくても移植は可能であるので、移植したドナーの造血幹細胞によって血液が造られるようになると、ABO式の血液型や血液細胞の染色体、DNAがドナー由来のものに変わる。

## 方法
方法は各種造血幹細胞移植によって若干異なるため、最も一般的な同種骨髄移植を前提に概説する。

### 造血幹細胞の採取
まずは患者とHLAが一致するドナーを検索する。ドナーの健康状態が良好ならば、全身麻酔下で骨髄穿刺を行う。この後の処理は血液型の一致、HLAの一致の度合いによって若干異なる。

### 移植前処置
移植の直前に行われる化学療法または放射線療法は「前処置レジメン」と呼ばれる。その目的は造血幹細胞の輸注前に患者の病気を根絶することと、免疫反応を抑制することにある。
患者の状態などにより、患者の生来の骨髄を完全に破壊する骨髄破壊的前処置（MAC）と、強度を減じた骨髄非破壊的前処置（NMA）が使い分けられる。ただし、前処置の分類には定まった見解はなく、MACにもNMAにも分類されない中間的な前処置を強度減弱前処置（RIC）と呼ぶ見解もある。

#### 骨髄破壊的前処置
移植前処置の基本形である。
かつては同種移植では、シクロホスファミド（CY）と全身放射線照射（TBI）の組合せが多用されていたが、現在ではAMLについてはTBIを用いない大量化学療法中心のレジメンでも同等またはより優れた治療効果が期待できるとの研究があり、移植実施施設の人的・設備的要因に合わせて選択可能となっている。ただし、ALLに対しては依然としてTBIを用いたレジメンが優位であるとされる。
骨髄抑制を無視して投与されるため用量規定因子が骨髄以外となることに注意が必要である。たとえば、シクロホスファミドでは心毒性、ブスルファンでは肝毒性、放射線では肺毒性が用量規定因子となる。アルキル化剤や白金製剤は濃度を高めると抗腫瘍効果の増大が非常に高いが、代謝拮抗薬はある程度の濃度を達成すると抗腫瘍効果が一定となってくる。そのため、骨髄移植ではCY-TBI療法が選択されることが多い。
CY 60 mg/kg/dayにてday-3,-2に投与し、TBIを2 Gy×2, day-7,-6,-5で行うことが多い。なお、抗がん剤や放射線が無効、または予備能が低く治療に耐えられない患者の場合は造血幹細胞移植の適応はない。
小児の難治性固形癌に対する造血幹細胞移植ではHiMECといわれる前処置が行われることが多い。

#### 骨髄非破壊的前処置
より新しい治療法である骨髄非破壊的同種移植は、減量強度前処置（reduced-intensity conditioning、略称: RIC）とも呼ばれ、レシピエントの全ての骨髄細胞を除去するには低すぎる用量の化学療法と放射線照射を用いる:320–321。代わりに、骨髄非破壊的移植は重篤な感染症と治療関連死亡のリスクを低下させる。付いて回るがん再発のリスク上昇に対抗するためには「移植片対腫瘍」効果を当てにしている。また重要なことに、治療の初期段階において高用量の免疫抑制剤を必要とするものの、これらの用量は従来型移植よりも低い。この移植後早期、骨髄空間はレシピエントとドナー両方の造血幹細胞が共存する混合キメラの状態となる。
このような骨髄非破壊的前処理を行う移植は「ミニ移植」とも呼ばれる。ミニ移植に関するエビデンスは2016年現在まだ十分とはいえず、研究的治療の段階にある。
免疫抑制療法の用量低下によって、ドナーのT細胞が残存するレシピエントの造血幹細胞を排除すること、移植片対腫瘍効果を誘導することができる。この効果はしばしば軽度の移植片対宿主病（GVHD）を伴う。GVHDの症状が現われることは多くの場合望ましい移植片対腫瘍効果が出現している代理マーカーであり、免疫抑制剤の用量が持続的治療のために適切であるというシグナルとしても機能している。
より穏やかな前処置レジメンのため、これらの移植は移植関連死亡のリスクを低下させ、したがって従来の同種造血幹細胞移植にはリスクが高すぎると見なされている患者が治癒の可能性がある治療を受けることができるようになる。個々の病気ならびにレシピエントに対する最適な前処置戦略は十分に確立されていないが、RICは骨髄破壊的前処置レジメンに適さず、がん再発のより高いリスクを許容することのできる高齢の患者において選択肢となり得る。

### 急性GVHDの予防
急性GVHDの予防として免疫抑制剤が投与される。標準的な予防法としてはCsA-短期MTX併用療法が多いが、その治療法は多種多様である。CsAはday-1から3 mg/kg/dayにて投与を開始してday50から週に5％の割合で減量し、GVHDの発症がなければ、移植後半年程度で投与を中止するのが一般的である。短期MTX投与に関してはday1,3,6,11に投与される。これはHLAの適合の程度によって投与量が変わってくる。原法ではday1では体表面積あたり15mgであり、それ以外は10 mgである。

### 幹細胞輸注
骨髄液が凍結されているか否かによって若干方法は異なるが、基本は変わらない。赤血球ABO型適合、または副不適合の場合はクロスマッチテストを行い、陰性であることを確認する。陽性の場合は赤血球除去処理を行う必要がある。コルチゾンを100 mgを前投与してから輸注を開始する。赤血球型不適合移植の場合はハプトグロビン4,000単位の予防投与を行ってもよい。ただし、輸注赤血球量が10～20 mL程度ならハプトグロビンは不要であるといわれている。

### 幹細胞の生着
ドナー細胞の生着は好中球の回復から判断することが一般的である。好中球数500/μLを2～3点連続して超えた場合、その第一点を生着日と判断することが多い。厳密にはキメリズム解析を行い、ドナー由来であるかを確認した方が正確であるが、骨髄非破壊的なミニ移植以外では移植一か月以内に増加してきた好中球はドナー由来と考えて問題はない。移植後に一度も生着しなかった場合一次性生着不全、いったん生着したものの造血能が失われた場合は二次性生着不全という。生着までの日数は幹細胞のソース、ドナーと患者の関係、G-CSF投与の有無、メソトレキセートの投与量などにも依存する。中央値は21日前後と言われている（臍帯血の場合は30日前後）。よってday21に好中球回復の兆候がなければ、骨髄穿刺を行い骨髄系前駆細胞の有無を確認する。前駆細胞が認められなければ、day28に再度、骨髄穿刺し、それでもみとめられなければ再移植の準備をする。
生着時、過剰な炎症性サイトカインの産出により、発熱、皮疹、肺水腫といったGVHD様の症状が認められ、生着症候群といわれる。治療はプレドニゾロン1 mg/kgである。

### 急性GVHDの診断と治療
急性GVHDとは定義上は移植後100日以内に発症するGVHDとされている。移植片中の成熟T細胞が関与すると考えられている。骨髄破壊的な移植を行った場合は移植後2～3週間後に好発し、60日以内の発症の場合が多い。しかし、骨髄非破壊的なミニ移植の場合は60日以降の発症も珍しくない。主な障害臓器は皮膚、消化管、肝臓である。初発症状としては皮膚症状、皮疹が最も多く、消化管症状としては下痢が多い。緑色の水様下痢が特徴的だが血性下痢となることも多い。重症度は皮疹の広がり、下痢の量、ビリルビン値の上昇により、重症度は決定される。少なくとも一つの臓器障害が48時間以上持続し、他の原因疾患が否定されたとき急性GVHDと診断をすることができる。予防のため、免疫抑制剤の投与を通常は受けているが、それでも一定の確率で発症する。
グレードII以上の急性GVHDが認められた場合はメチルプレドニゾロン1.0 mg/Kg/dayの投与を開始する。速やかに改善が認められた場合は1週間、1週間以内に改善が認められた場合は2週間、同容量で治療を続け、その後0.2 mg/Kg/dayずつ減量していく。投与量が0.4 mg/Kg/day以下になったら0.1 mg/Kg/dayずつ減量していく。無効な場合はステロイドパルス療法や抗胸腺細胞グロブリン (ATG) といったその他の免疫抑制剤の投与を検討する。重要な鑑別として血栓性微小血管症（TMA）があげられる。
急性GVHDにはGVL効果があり、発症すると逆に再発率は低下するといわれている。ただし、GVHD予防法によってある程度の長期無病生存が期待できる疾患においてはGVHDをあえて誘導するような治療は行うべきではないとされている。

### 慢性GVHDと治療
移植後100日以降に発症したGVHDを慢性GVHDという。発症時期によって区別されているが、急性GVHDとは異なる病態が考えられている。急性GVHDと比較してより多くの臓器を障害を受けること、しばしば自己免疫疾患に類似した病態となるのが特徴である。肝障害や間質性肺炎、皮膚のこわばり、口腔病変などが典型的であるが多様である（全身倦怠、関節痛、白内障、性器粘膜炎、筋肉炎、血液再生不全など）。急性GVHDは移植片中の成熟T細胞が関与するのに対して、慢性GVHDは移植された造血幹細胞から分化、成熟したT細胞が関与すると考えられている。
限局した軽い症状のみの慢性GVHDはステロイド外用などの局所療法で対応可能であるが、多くの臓器に障害が生じている場合や単一臓器でも重篤な障害を有する場合は全身的免疫抑制療法の適応となる。
慢性GVHDにもGVL効果はあるといわれている。慢性GVHDになったからといってステロイドや免疫抑制剤を一生続けなければいけないとは限らないが、GVHDの根治につながるかは不明である（発症の予防としては効果がない可能性が高い）。様々な症状に対して、これらの薬剤では効果が不十分、もしくは効果がない場合も多い。また、効果があっても長期間の服薬が必要になる場合も多く、副作用に鑑み治療継続できない場合もある。

### 造血幹細胞移植における感染症マネジメント
日本においては感染症対策として無菌室で管理されることが多い。移植前処置開始前後から生着が確認されるまで無菌室で行われることが多い。感染症は前処置開始後、急性GVHD治療後、慢性GVHD発症後など時期によって原因病原体、患者の全身状態が異なるため、特殊な感染症対策が必要と考えられている。
傾向としては早期は単純ヘルペスウイルス感染症、カリニ肺炎、その後はサイトメガロウイルス感染症、アスペルギルス感染症が多い傾向はある。

## 患者の満足
造血幹細胞移植は画期的な治療法であるが、基本的には大量化学療法となるため、長期生存者のQOL（生活の質）は概して低い傾向がある。大量化学療法とGVHDなどによる後遺症状や合併症状の治療は難しく、障害や慢性疾患として持続もしくは増悪する場合も多くみられる。少なからず、痛みや就業などの深刻な問題となる場合がある。したがって、事前の十分なインフォームド・コンセントの実施が重要であると考えられる。
近年はQOLも含めて治療効果判定がされる傾向にある。

## ドナーについて
提供者（ドナー）の造血幹細胞提供手術については様々なリスクや負担があり、その面からの検討や議論も必要である。

## 造血幹細胞移植の今後の展望
2007年現在、特に熱心に行われているのが急性骨髄性白血病、多発性骨髄腫、悪性リンパ腫に対してである。現在は、造血幹細胞のソースを増やし、移植が必要な患者にどれだけ治療を受けさせることができるのかが焦点となっている。近年は、GVL効果をねらったT細胞の分離なども可能となり、患者の病態に合わせて、移植する細胞を決定していくという細胞治療として発展していく可能性がある。